# Hammelspring

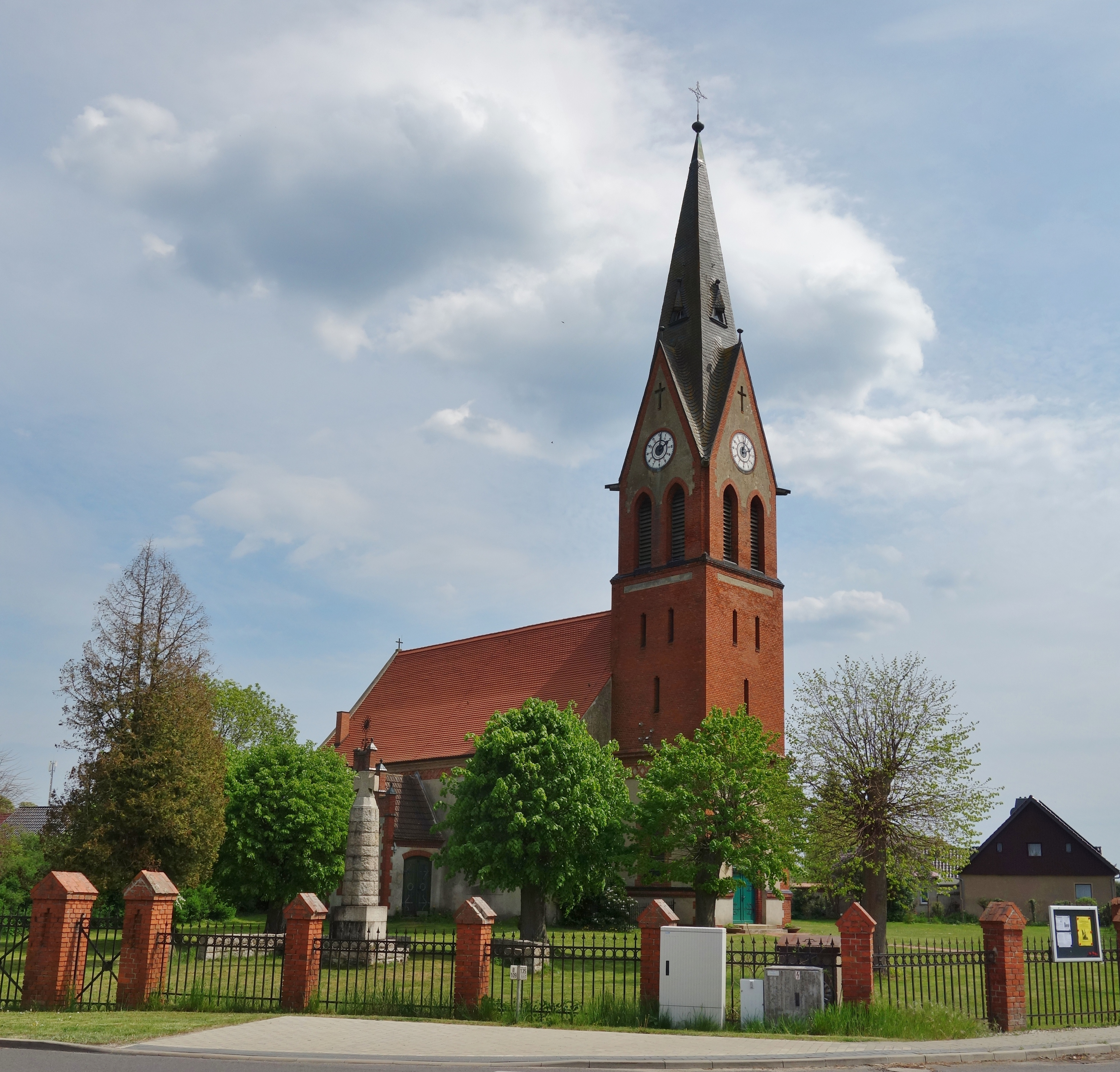
Dorfkirche Hammelspring

Hammelspring ist ein zur Stadt Templin gehörendes Dorf in Brandenburg.

## Lage
Der Ort liegt 7,5 km südwestlich von Templin an der Bundesstraße 109. Zu Hammelspring gehören auch Alsenhof, Etashof, Schleuse Kannenburg und Werderhof. Nordöstlich des Orts liegt der Röddelinsee.

## Geschichte
1241, nach anderen Angaben 1243, wurde der Ort durch Conrad II. de Hamelspring und dessen Halbbruder Amelung de Lippia, verheirateter de Brakel et de Hinnenburg, als Kolonistendorf gegründet. Der Ortsname geht auf den Namen der Gründer zurück. Andere Angaben geben hingegen als erste urkundliche Erwähnung das Jahr 1375 an. Danach sei es als Havelspryng gegründet worden, der Name habe sich dann später zu Hamelspringe, Hamelspring und Hamelsprunge verändert.
Im Mittelpunkt des Dorfes befand sich ein aus dem Grundwasser gespeister Weiher. Der vor der Kirche befindliche Weiher wurde später jedoch zugeschüttet und ist heute nicht mehr vorhanden. In den Jahren 1349/1350, 1360/1361 und 1375 trat im Dorf die Pest auf, die zu einem Rückgang der Einwohnerzahl um 40 % führte. Im Jahr 1350 erhielten Imker im Ort besondere Privilegien. Dies führte zu einem Anstieg der Bienenhaltung, annähernd jede Familie hielt Bienen.
Bis 1541 gehörte das Dorf zum Schloss- und Klosteramt Zehdenick.
Im Jahr 1624 zählte Hammelspring 168 Einwohner. Es gab 16 Lehnsbauern, fünf Kossaten, einen Schulzenhof und eine Pfarrhufe. Insgesamt wurden 46 Hufen bewirtschaftet. 1699 und 1700 wurden elf hugenottische Familien im Dorf angesiedelt. Die 85 Personen stammten aus dem Dorf Warquignies (heute Teil der Gemeinde Colfontaine) im Hennegau bei Mons und aus der Pfalz, wo sie zuvor bereits als Flüchtlinge lebten.
1876 erhielt Hammelspring einen Haltepunkt an der neueröffneten Eisenbahnstrecke Templin – Zehdenick – Löwenberg.
1993 feierte das Dorf den 750. Jahrestag der Ortsgründung. Hammelspring gehörte als eigenständige Gemeinde zum Amt Templin-Land. Im Oktober 2003 wurde das Dorf nach Templin eingemeindet.

## Sehenswürdigkeiten
Im Dorf befindet sich die 1820 errichtete Dorfkirche Hammelspring. Weitere denkmalgeschützte Objekte sind das Pfarr- und Gemeindehaus an der Adresse Am Bahndamm 7, das Hugenottenhaus in der Templiner Straße 44 und das Wohnhaus mit Wirtschaftsgebäude Vogelsanger Straße 18. Um die Sanierung des Hugenottenhauses bemüht sich u. a. die Deutsche Stiftung Denkmalschutz.

## Wirtschaft
In Hammelspring bestehen einige kleinere Unternehmen der Gastronomie- und Beherbergungsbranche. Auch eine Feinbäckerei mit Postvertretung ist im Ort angesiedelt. Besonders bekannt ist die Chocolaterie Hammelspring, in der seit dem Jahr 2008 Schokoladenspezialitäten produziert werden. Die Chocolaterie ist als Schauproduktion mit eigenem Verkauf ausgerichtet.

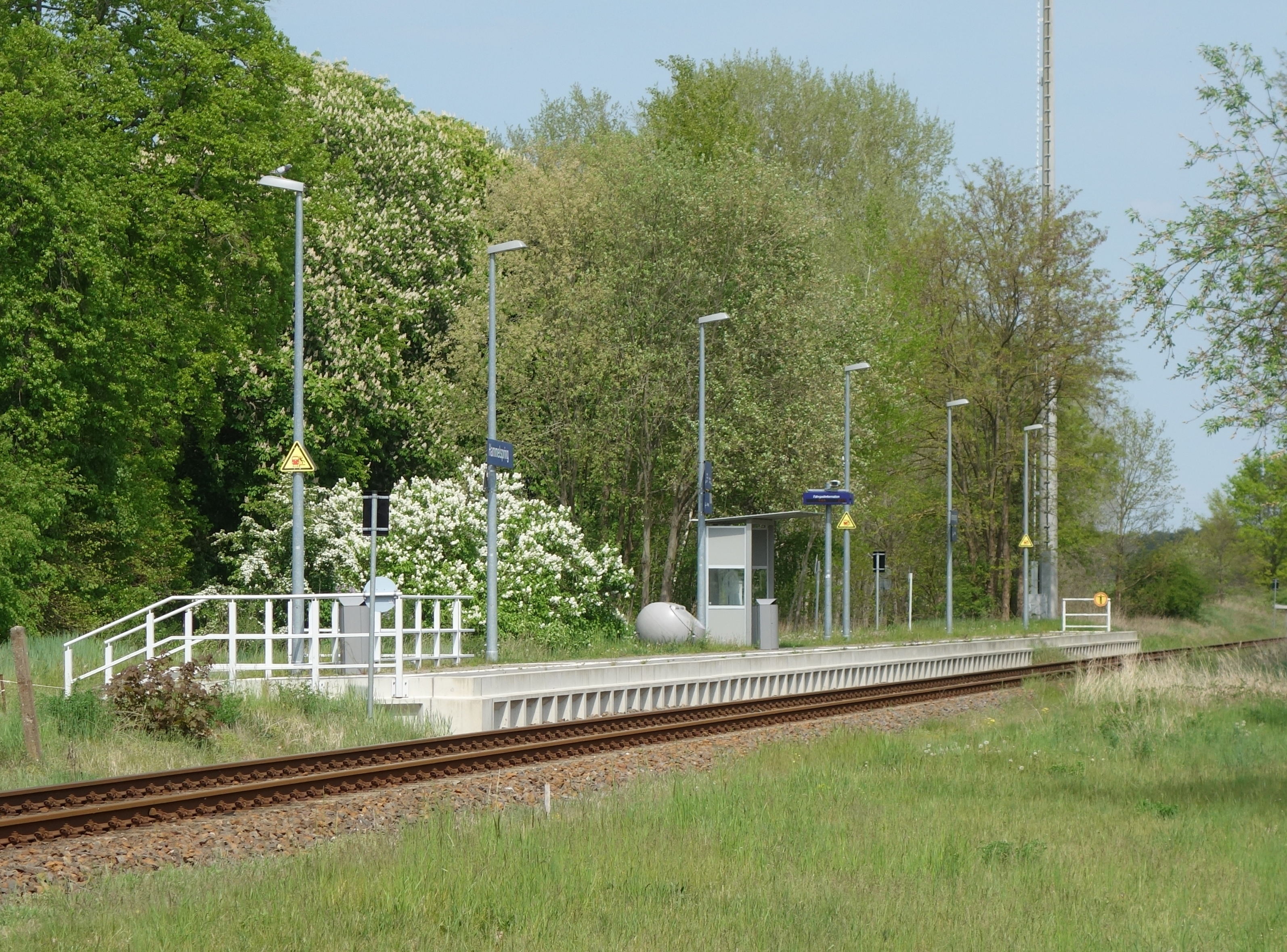
Haltepunkt Hammelspring

## Verkehr
Das Dorf besitzt einen eigenen Haltepunkt an der Bahnstrecke Löwenberg–Prenzlau. Hier halten Züge der von der Niederbarnimer Eisenbahn betriebenen Regionalbahn-Linie RB12.
Im Ort befindet sich die Schleuse Kannenburg im Verlauf des Templiner Gewässers.

## Persönlichkeiten
- Die Bildhauerin, Zeichnerin, Kupferstecherin und Wachsbossiererin Dorothea Sophia Sprenger, Ehefrau des Bildhauers Christian Räntz, wurde dort geboren.[2]
- Im Ort lebt der Sandbilder schaffende Künstler Artur Fritz.